# West (Texas)
West è un comune (city) degli Stati Uniti d'America della contea di McLennan nello Stato del Texas. La popolazione era di 2.807 abitanti al censimento del 2010. La città prende questo nome in onore di T.M. West, il primo direttore postale della città. La città si trova nella parte centro-nord del Texas, circa 70 miglia a sud della Dallas-Fort Worth Metroplex, 20 miglia a nord di Waco e 120 miglia a nord di Austin, la capitale statale. Fa parte dell'area metropolitana di Waco.

## Geografia fisica
West è situata a 31°48′12″N 97°05′35″W (31.803369, -97.093106). Secondo lo United States Census Bureau, la città ha una superficie totale di 4,29 km², dei quali 4,29 km² di territorio e 0 km² di acque interne (0% del totale). La maggior parte della città si trova sul lato est della Interstate 35.

## Storia
I primi coloni arrivarono negli anni '40 del XIX secolo. Erano famiglie di agricoltori attirate dalla disponibilità delle ricche terre vendute da parte del governo. I contadini coltivarono cotone, grano e sorgo da grano e allevarono bestiame. La comunità agricola era incentrata su una sorgente d'acqua dolce che divenne nota come Bold Springs.
La ferrovia Missouri – Kansas – Texas fu costruita tra Hillsboro e Waco nell'autunno del 1881. Il percorso della ferrovia passò attraverso i terreni di proprietà di Thomas West, che si era trasferito nell'area nel 1859. Egli costurì degli edifici sui suoi terreni che vendette alla compagnia ferroviaria mentre il terreno che correva accanto ai binari fu diviso in piccole sezioni e venduto a persone che volevano avviare attività commerciali. Il nuovo insediamento comprendeva un ufficio postale e da quel momento in poi divenne noto come West Post Office. Il signor West ha aperto il primo grande magazzino, e divenne un uomo d'affari di successo che in seguito possedeva un hotel, un negozio di mobili e una banca.
La ferrovia portò prosperità nell'area durante gli anni 1880. Furono aperte altre attività e furono acquistati altri terreni circostanti. Arrivarono molti immigrati Cechi nell'area, acquistando terre per coltivare e ianno anche aperto delle imprese, condividendo la loro cultura europea. Nel 1890, le aziende ceche prosperarono e l'11 giugno 1892, West fu ufficialmente organizzato in una città. Era diventato il centro del commercio per l'area.
Il XX secolo ha portato elettricità, acqua corrente e gas naturale. La popolazione di West e l'area circostante sono cresciuti e molti dei discendenti dei coloni originali continuano a coltivare le terre e gestire le attività oggi. Il ceco è ancora parlato da alcuni dei residenti più anziani.

### Esplosione di West
Il 17 aprile 2013 è scoppiato un incendio presso la West Fertilizer Co., una fabbrica di fertilizzanti sul lato nord della città che immagazzinava nitrato di ammonio, un fertilizzante che può essere usato come esplosivo.L'enorme esplosione ha ucciso 15 persone, di cui 12 soccorritori, ferendone almeno 200. Ha distrutto scuole vicine, un complesso di appartamenti e una casa di cura e danneggiato centinaia di case nell'area circostante.
L'esplosione, misurata come un terremoto di magnitudo 2.1,  ha suscitato molta attenzione da parte dei media. Il presidente Barack Obama e il governatore del Texas Rick Perry hanno partecipato al memoriale per i primi soccorritori. .
Un'indagine effettuata dopo un mese ha stabilito che la causa dell'esplosione era indeterminata perché non si potevano escludere molteplici possibili cause tra cui l'incendio doloso e un problema tecnico. Ulteriori indagini hanno poi concluso che il motivo dell'esplosione è stato un incendio che si era accidentalmente acceso all'interno, provocando l'esplosione del fertilizzante.
Nel 2016 il Bureau of Alcohol, Tobacco, Firearms and Explosives ha concluso che l'incendio che ha causato l'esplosione è stato deliberatamente provocato.  Tuttavia un'indagine approfondita condotta dal U.S. Chemical Safety and Hazard Investigation Board (CSB degli Stati Uniti, pubblicata nel 2016, non ha trovato alcuna prova di dolo.

## Società

### Evoluzione demografica
Secondo il censimento del 2010, la popolazione era di 2.807 abitanti.

### Etnie e minoranze straniere
Secondo il censimento del 2010, la composizione etnica della città era formata dall'87% di bianchi, il 3,53% di afroamericani, lo 0,32% di nativi americani, lo 0,14% di asiatici, lo 0% di oceanici, il 6,91% di altre razze, e il 2,1% di due o più etnie. Ispanici o latinos di qualunque razza erano il 13,79% della popolazione.